# Sal Nistico
Ne doit pas être confondu avec l'arrangeur Sam Nestico (selon certaines sources, son cousin), qui travaille aussi pour Count Basie.
Sal Nistico (Salvatore Nistico) est un saxophoniste ténor de jazz américain né le 12 avril 1940 à Syracuse (État de New York) et décédé le 3 mars 1991 à Berne (Suisse).

## Biographie
Sal Nistico commence sa carrière au saxophone alto avant de passer au ténor. Il débute vers, 1956, dans des orchestres de rhythm and blues. De 1959 à 1960, il joue dans les « Jazz Brothers » de Chuck et Gap Mangione.
Sa carrière commence vraiment quand il devient, en 1962, saxophoniste dans le big band de Woody Herman. À l'origine, classé plutôt musicien hard bop, il se spécialise dans le jazz en big bands. Outre pour Herman (1962-1965, 1968-1970, 1971, 1981-1982), il travaille pour Count Basie (1965, 1967), Buddy Rich et Don Ellis. Dans les années 80, il devient musicien « free lance », travaillant surtout pour les studios, mais se produisant aussi parfois à la tête de ses propres petites formations.

## Discographie
- Comin' On Up - avec Sal Amico (tr); Barry Harris; Bob Cranshaw; Vinnie Ruggiero
- Heavyweights - avec Nat Adderley; Barry Harris (piano); Sam Jones; Walter Perkins
- East of Isar (1978) - The Sal Nistico-Benny Bailey Quintet
- Three Generations Of Tenor Saxophone avec Johnny Griffin et Roman Schwaller